# Zombie Night II
Zombie Night II (Original: Awakening, auch Zombie Night 2: Awakening) ist ein kanadischer Low-Budget-Horrorfilm aus dem Jahr 2006 von Regisseur David J. Francis. Die Außenaufnahmen zum Film fanden größtenteils in Deseronto in der kanadischen Provinz Ontario statt.
Das Endzeitszenario ist die Fortsetzung des Films Zombie Night – Keiner wird entkommen aus dem Jahr 2003.

## Handlung
Der Film spielt in einer ferner Zukunft, in der Moskitos einst ein tödliches Virus auf die Menschheit übertrugen, das sich in den menschlichen Wirten weiterentwickelte und seine Opfer zu mutierten Untoten, sogenannten Zombies, werden ließ. Nachdem diese wandelnden vorwiegend nachtaktiven Leichen erwachten, infizierten sie weitere Passanten, bis nahezu die gesamte Zivilisation durch diese Zombie-Invasion ausgelöscht wurde. Nur einzeln versprengte Personen konnten entkommen, die seitdem versuchen, das Leben in den entvölkerten Städten zu meistern, und sich in der Dunkelheit verbarrikadieren.
Zu dieser elitären Gruppe Überlebender gehören auch die vagabundierenden Shelley und Keith, die eines Tages von Basil, einem zufällig dahergefahrenen Fahrer eines Pick-ups, aufgegabelt werden. Basil nimmt das Duo kurzerhand mit, um es zu seiner Gruppe zu führen. Unterwegs kommen sie jedoch an einem verwaisten Industriegelände vorbei, beschließen es näher zu erkunden und entdecken neben fließendem Wasser und Lebensmitteln auch eine stabile, mit Metalltoren versehene Behausung an einem nahegelegenen Gewässer. Dort finden sie die einzige von Leichen umgebene und völlig entkräftete überlebende Einwohnerin Crystal, die sich nach kurzer Behandlung wieder erholt. Da das weiträumige Areal ideale Überlebensbedingungen bietet, beschließt man sich hier häuslich niederzulassen.
Zu diesem Zweck werden sämtliche Leichen vom Liebespaar Shelley und Keith geräumt und in einen angrenzenden Fluss geworfen, während Basil und die attraktive Crystal die restlichen Mitglieder der Gemeinschaft herbeiholen wollen, jedoch unterwegs Opfer eines Hinterhaltes skrupelloser Plünderer werden. Trotz des Angriffs der Banditen um deren Anführer Derek, der ihnen ihr Fahrzeug raubt, schlagen sich die Überfallenen schließlich zu ihren Freunden durch, übernachten da und kehren am nächsten Morgen zu Shelley und Keith zurück.
Die kleine Gruppe verschanzt sich in einem Industriegebäude am Hafen, wo sie versuchen ein altes Boot wieder fahrtüchtig zu machen. Dieses Boot erregt jedoch auch das Interesse der dezimierten Plünderer, die eine nächtliche Attacke der blutgierigen Zombies abwarten und sich am Sturmangriff auf die sichere Zuflucht beteiligen. Es kommt zu unübersichtlichen Scharmützeln zwischen den verfeindeten Lebenden wie auch zu Bissattacken der Zombies, die sich mittlerweile zumindest zeitlich begrenzt an die Helligkeit gewöhnt haben. Lediglich das Liebespaar Shelley und Keith überlebt. Am nächsten Tag verlassen sie jedoch fluchtartig den Gebäudekomplex.
Am Ende des Films erreicht eine bisher unbekannte größere Gruppe das Areal. Man ist glücklich ein neues Zuhause gefunden zu haben. Doch bald wird die bewaffnete Gruppe von einem wahren Heer Untoter angegriffen, sodass die Verteidiger den Kampf aufnehmen.

## Kritiken
„Junge Menschen wollen Zombiefilme nicht nur sehen, sondern auch drehen, und weil die Fans des Low-Budget-Horrorfilms im Gegensatz beispielsweise zu Fans der College-Komödie offenbar bereit sind, ihresgleichen beim Spielen zuzusehen, bleibt es ständig in Bewegung, das weltumspannende Perpetuum Mobile des Garagezombiefilms. Hier sind erstaunlich viele Leute im Einsatz, und die weiten Open-Air-Locations wie gelungenen Effekte vermitteln sowohl Atmosphäre als auch zuweilen das Gefühl, schon in einem B-Movie zu sitzen. Für Fans vom Fach.“